# Hermann Joseph Vell
Hermann Joseph Vell (* 17. November 1894 in Cochem; † 19. Juli 1965 in Erfurt) war ein deutscher Redemptoristen-Pater und Widerstandskämpfer.

## Leben und Karriere
Hermann Joseph Vell wurde als Sohn der Eheleute Mathias Joseph Vell und der Maria Vell geb. Gartz im Jahre 1894 in Cochem geboren. Nachdem er zunächst eine Volksschule besucht hatte, wechselte er auf das Ordensgymnasium der Redemptoristen in Vaals in den Niederlanden. Im Ersten Weltkrieg leistete er seinen Wehrdienst ab, kam jedoch am 2. Juni 1915 in franz. Kriegsgefangenschaft, diese dauerte bis zum 27. Januar 1920. Im Anschluss daran besuchte er das Ordensgymnasium in Bonn. Am 15. März 1922 legte er zuerst das Ordensgelübde ab und am 24. April 1927 erfolgte die Priesterweihe. In den darauf folgenden Jahren bis 1941 betätigte er sich in der Volksmission und mit Exerzitien. Als das Bonner Kloster während der NS-Diktatur im April 1945 aufgelöst wurde, wechselte er als Vikar nach St. Joseph in Gelsenkirchen, zum dort wirkenden Ehrendechanten Pfarrer Konrad Hengsbach. Mit dessen Neffen Franz Hengsbach, dem späteren ersten Bischof von Essen und Kardinal pflegte Hermann Joseph Vell eine gute Zusammenarbeit.

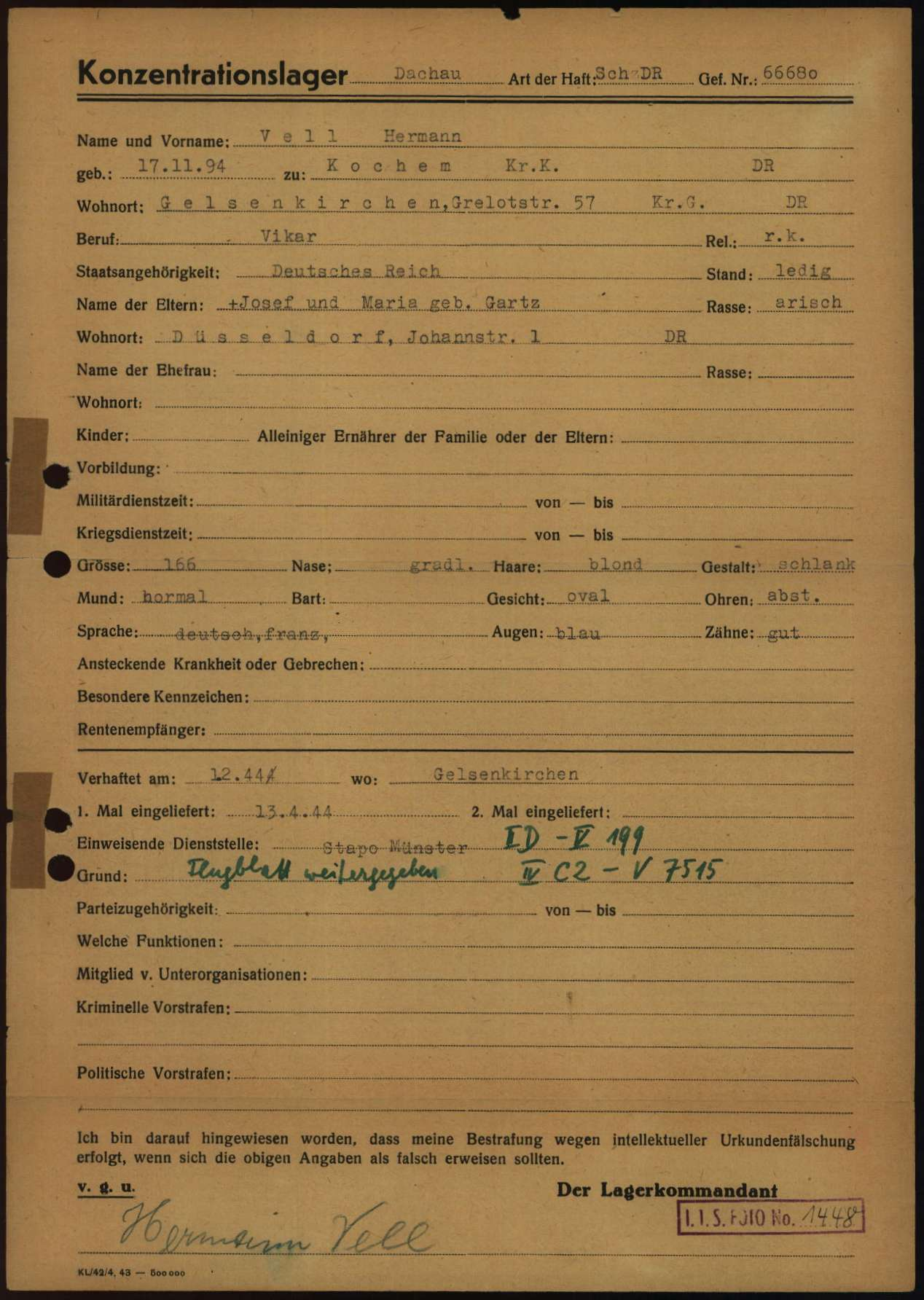
Anmeldeformular von Hermann Joseph Vell als Gefangener in nationalsozialistischen Konzentrationslager Dachau

Am 1. Februar 1944 wurde Pastor Vell vom SS-Sturmmann Wilhelm Ferlmann, der gleichzeitig Mitglied seiner Kirchengemeinde war, denunziert und er wurde verhaftet. Der Pastor wurde nun im KZ Dachau in Schutzhaft genommen, wie so viele andere Priester. Später kam er nach Moabit in Einzelhaft und man warf ihm vor, Flugblätter der Geschwister Scholl der Widerstandsbewegung „Die Weiße Rose“ verteilt zu haben. Der zuständige Oberreichsanwalt beim Volksgerichtshof ließ die Anklage dreimal so abändern, dass am 6. April das Todesurteil feststand. Dieses völlig unbegründete Unrechtsurteil lautete am Schluss, „Vorbereitung zum Hochverrat und Wehrkraftzersetzung“. Die sogenannten „Blutrichter“ Bernhard Bach und Leo Kraemer führten diese zur Farce verkommene Verhandlung ohne jegliche Zeugen durch. Pater Vell verteidigte sich lediglich mit zwei Sätzen, da das Todesurteil durch Enthaupten ohnehin schon feststand. Weitere 30 Gefangene hatte dieses Schicksal unter dem Schafott bereits vorher ereilt. Am 27. April 1945 aber wurden alle Gefangenen, unter ihnen auch Pater Vell, von der Roten Armee befreit.
Alsdann wirkte er zunächst als Seelsorger in den Klöstern Winterberg und Bochum, dann als Pfarrseelsorger in Arenshausen (Eichsfeld) und in Jena Land. Von 1963 bis 1965 war er als Konfrater (Amtsbruder) bei Kaplan Joachim Meisner in St. Aegidien (Heilbad Heiligenstadt) tätig. Gestorben ist Pater Vell im katholischen Krankenhaus St. Johann Nepomuk in Erfurt. Bei seiner Beisetzung am 23. Juli 1965 auf dem Klosterfriedhof in Heiligenstadt Thüringen, war auch der spätere Kardinal Joachim Meisner zugegen. Bis kurz vor seinem Tode korrespondierte Pater Vell noch mit Joseph Israel Ben Gal in Nazareth in Galiläa, auf dessen Antrag die Staatsanwaltschaft I das Urteil gegen den Geistlichen aufhob.